# Manuel Bandera
Manuel Bandera (Malaga, 12 dicembre 1960) è un attore spagnolo, noto per aver interpretato il ruolo di José Domínguez nella soap Una vita.

## Biografia

### Cinema
Ha iniziato la sua carriera teatrale nella sua città natale, successivamente si trasferisce a Madrid dove studia educazione fisica e danza e debutta a teatro. È divenuto popolare nel 1989 grazie alla sua interpretazione nel film musicale spagnolo Las cosas del quiero, diretto da Jaime Chávarri.
Nel 1990 è nel cast di Légami!, diretto da Pedro Almodóvar. Torna a collaborare con quest'ultimo nel film Kika - Un corpo in prestito del 1993.

### Teatro
Ha lavorato per diversi anni in teatro, recitando in musical come El Zorro, Cabaret e Chicago (2009); drammi storici come Mariana Pineda (1998), di Federico García Lorca; brani classici come Las Bacantes (1996) di Euripide od opere di autori contemporanei come Trampa para pájaros (2009) di José Luis Alonso de Santos. Insieme a Bibiana Fernández ha recitato nella commedia di Félix Sabroso, El Amor está en el Air. A Madrid ha realizzato un'altra opera chiamata El amor sigue en el aire, derivata da quella precedente, alla quale si sono uniti Olvido Gara e Mario Vaquerizo.

### Televisione
Ha iniziato come ballerino nel concorso Un, dos, tres... responda otra vez nel 1987. Come protagonista ha interpretato il re Boabdil nella serie Réquiem por Granada (1991), ed è stato uno dei protagonisti della miniserie italiana Delitti privati (1993). Ha inoltre presentato, insieme a Bárbara Rey, il programma musicale Esto es espectáculo (1995). Ha fatto una performance eccezionale nella serie El Súper, historias de todos los días (1999). Ha interpretato Ramón Rivas, il proprietario di un grande magazzino, nella telenovela Amar en tiempos revueltos (2008-2009). È apparso nella serie Bandolera come Juan Caballero (2011-2013).
Dal 2019 al 2021 si è unito al cast della soap opera Una vita, nella quale ha interpretato il ruolo di José Miguel Domínguez Chinarro.
È stato il vincitore della settima edizione del concorso Mira quién baila.

## Vita privata
Manuel Bandera dal 1988 è sposato con Marisol Muriel, con la quale ha avuto il figlio Miguel nel 1992.

## Filmografia

### Cinema
- Le cose dell'amore (Las cosas del querer), regia ad Jaime Chávarri (1989)
- Légami! (¡Átame!), regia di Pedro Almodóvar (1989)
- Demasiado corazón, regia di Eduardo Campos (1992)
- Kika - Un corpo in prestito (Kika), regia di Pedro Almodóvar (1993)
- Il tiranno Banderas (Tirano Banderas), regia di José Luis García Sánchez (1993)
- Una chica entre un millón, regia di Álvaro Sáenz de Heredia (1994)
- Cautivos de la sombra, regia di Javier Elorrieta (1994)
- Valparaíso, regia di Mariano Andrade (1994)
- Las cosas del querer 2, regia di Jaime Chávarri (1995)
- Geisha, regia di Rodrigo Ortiz e Eduardo Raspo (1996)
- Bambola, regia di Bigas Luna (1996)
- Más allá del jardín, regia di Pedro Olea (1996)
- Pajarico, regia di Carlos Saura (1997)
- Papá es un ídolo, regia di Juan José Jusid (2000)
- El lado oscuro del corazón 2, regia di Eliseo Subiela (2001)
- Nowhere, regia di Luis Sepulveda (2002)
- Don Mendo Rock ¿La venganza?, regia di José Luis García Sánchez (2010)
- Stop Over in Hell, regia di Víctor Matellano (2016)
- Parking, regia di Tudor Giurgiu (2019)

### Televisione
- Un, dos, tres... responda otra vez – serie TV (1987-1988)
- ¡Mamá, quiero ser artista!, regia di Fernando Navarrete – film TV (1989)
- Réquiem por Granada – serie TV (1990)
- Querido cabaret – serie TV (1990-1991)
- Granata, addio – serie TV, 8 episodi (1991)
- Delitti privati – miniserie TV, 3 episodi (1993)
- El súper – serie TV, 83 episodi (1996-1999)
- Paraíso – serie TV, 1 episodio (2003)
- Amare per sempre (Amar en tiempos revueltos – soap opera (2008-2009, 2012)
- El Continental – serie TV, 8 episodi (2018)
- Los nuestros – serie TV (2019)
- Una vita (Acacias 38) – soap opera, 508 episodi (2019-2021)

### Cortometraggi
- La terraza de Miguel, regia di Simona Benzakein (1995)
- The Ravine of the British, regia di Víctor Matellano (2014)

## Teatro
- Trampa para pájaros (2009)
- El Amor está en el aire (2017)

## Musical
- Cabaret (2003-2006)
- Chicago (2010)

## Programmi televisivi
- Tu cara me suena (2018)

## Doppiatori italiani
Nelle versioni in italiano dei suoi film e delle sue serie TV, Manuel Bandera è stato doppiato da:
- Oreste Baldini[2] in Delitti privati
- Massimo Rossi[3] in Bambola[4]
- Fabrizio Russotto[5] in Amare per sempre[6]
- Gabriele Calindri[7] in Una vita[8]

## Riconoscimenti
- Fotogrammi d'argento
  - 1990: Candidato come Miglior attore cinematografico per i film Las cosas del querer
  - 1992: Candidato come Miglior attore televisivo per la serie Réquiem por Granada

- Premio Sant Jordi
  - 1990: Candidato come Miglior attore spagnolo per il film Las cosas del querer

- TP de Oro, Spagna
  - 1992: Candidato come Miglior attore per la serie Réquiem por Granada